# Da Frame 2R/Matador
Matador è una canzone della band britannica Arctic Monkeys, bonus track della versione giapponese dell'album Favourite Worst Nightmare, disponibile come singolo On-line, e in versione limitata in vinile, insieme all'altra bonus track dell'album Da Frame 2R.

## Tracce

### Vinile
LATO A
1. Matador - 4:58

LATO B
1. Da Frame 2R - 2:22

### Download digitale
1. Da Frame 2R - 2:22
2. Matador - 4:58

## Formazione
- Alex Turner - voce, chitarra elettrica
- Jamie Cook - chitarra e voce d'accompagnamento
- Nick O'Malley - basso
- Matt Helders - batteria